# Anti-Antifa
Anti-Antifa ist eine Abkürzung für „Anti-Antifaschismus“. Mit diesem Begriff bezeichnen deutschsprachige Rechtsextremisten, Neurechte, Rechtspopulisten bis hin zu manchen Rechtskonservativen eine gezielte, kampagnenartige Bekämpfung politischer Gegner, die sie als Antifa bzw. Antifaschisten einordnen. Dabei geht es um das Ausforschen und Veröffentlichen privater Daten zur Einschüchterung und Bedrohung. Diese Aktivitäten sind eingebettet in ideologische Vorstöße, die eine Diskurshoheit im öffentlichen Raum für rechtsgerichtete politische Ziele anstreben.
In Deutschland begannen der Neonazi Christian Worch und seine Mitstreiter 1992 eine bundesweit beachtete „Anti-Antifa-Kampagne“. Laut Anton Maegerle und Martin Dietzsch (Duisburger Institut für Sprach- und Sozialforschung – DISS) umfassen Anti-Antifa-Aktionen neben konkreten Gewalttaten von Neonazis auch journalistische und wissenschaftliche Aktivitäten intellektueller Rechter.

## Entstehung
Das rechtsextreme Theorieorgan Nation Europa publizierte im August 1972 ein „Plädoyer für einen Anti-Antifaschismus“, womit dieser Begriff erstmals öffentlich erschien. Der Autor Hans Georg von Schirp denunzierte Antifaschismus als „genialen Trick zur Entmündigung der Menschheit“, dem man sich entgegenstellen müsse:

„Von den peitschenschwingenden Antifaschisten, den Sklaventreibern der Neuzeit, werden wir mit Hü und Hott in die Sackgasse, wenn nicht gar in den Hameler Berg getrieben. Der politische Sektor 'Mitte bis rechts' kann also nur wieder sein ihm zukommendes Gewicht zurückgewinnen, wenn er sich ideologisch frei macht und mit den erforderlichen Mitteln zur Wehr setzt. Dazu gehört neben der Immunität gegen den Faschismus-Bann ein eindeutiges und aggressives Vokabular.“

Seit 1978 führte der NPD-Funktionär Hans-Michael Fiedler in seinem „Deutschen Hochschul-Anzeiger“ die Rubrik „Feindaufklärung“, eine Sammlung von Daten politischer Gegner zu deren Einschüchterung. Dieser Aufgabe widmete sich auch die „Göttinger Runde“ in Fiedlers „Studentenbund Schlesien“ (SBS). Wie 1982 bekannt wurde, erstellte deren „Arbeitskreis Feindaufklärung“ Listen über antifaschistische Journalisten. Aus der „Schwarzen Liste“ der „Göttinger Runde“ entstand ab 1989 die Rubrik „Anti-Antifa“ in den „Nachrichten des Studentenbundes Schlesien“ (später „SBS-Nachrichten“). Dort wurden regelmäßig Fotografien, Adressen und weitere persönliche Daten politischer Gegner veröffentlicht. 1994 benannte der Herausgeber Hans-Michael Fiedler die Rubrik in „Demokratischer Dialog“ um und reklamierte die Erfindung des Konzepts „Anti-Antifa“ für sich: „Wir waren die ersten, die mit Sachkenntnis und Überlegung darangingen, die Rufmord- und Nachredezentralen der Linken sowie ihre Einstieg- und Verleumdungsspezialisten zu benennen, zu kennzeichnen und öffentlich zu machen. Der bisherige Erfolg ist auch an den gereizten und panischen Reaktionen der Betroffenen zu ersehen.“ Er bezeichnete sie als „ekles Gewürm“ und legte seinen Lesern damit entsprechende Gewalt nahe.
Ab 1992 machten Rechtsextreme in den USA, Großbritannien, Deutschland und Österreich die Bekämpfung von Antifaschisten zu einem wesentlichen Aktionsschwerpunkt. Im Februar 1992 veröffentlichte Louis Beam seinen einflussreichen Artikel Leaderless Resistance im Internet und stellte ihn im Oktober einem breiten Spektrum rechtsgerichteter Gruppen der USA vor. Sein Konzept prägte unter anderen die britische Gruppe Combat 18 (der Zahlencode 18 steht für AH: „Kampftruppe Adolf Hitler“), gegründet 1992 als bewaffneter Arm der Skinheadvereinigung Blood & Honour. Ihr Blatt “Redwatch” veröffentlichte ab Mai 1992 nach dem Vorbild des antisemitischen Hetzblatts Jew Watch aus Texas und unter dem Slogan „Remember places, traitor’s faces, they’ll all pay for their crimes“ Fotos, Adressen und Telefonnummern politischer Gegner sowie kaum verhüllte Gewaltaufrufe, denen reihenweise Angriffe und Einschüchterungsversuche folgten.
Horst Rosenkranz, Redner beim rechtsextremen Rudolf-Heß-Gedenkmarsch, brachte die Methode von Redwatch im Sommer 1992 nach Österreich. In seiner Zeitschrift „Fakten“ zählte er linke Initiativen, deren Postfächer und Impressen auf und rief dazu auf, ihm entsprechende Informationen zuzusenden. Die Zeitschrift „Die Aula“ druckte seinen Artikel nach und ergänzte ihn. Die rechtsextreme „Liste kritischer Studenten“ rief ihre Leser auf, selbst Adressen und Informationen über „Inländerfeinde und Vermischungsrassisten“ zu sammeln. Im März 1993 folgte die „Aktionsgemeinschaft für demokratische Politik“ mit einem Aufruf in ihren „Kommentaren zum Zeitgeschehen“: „Senden Sie uns Anschriften von Bonzen, Parasiten und Gesinnungsterroristen, die sollen sehen, daß es Widerstand gibt!“ Solche Aufrufe zum „Widerstand“ gegen Antifaschisten folgten in mehreren Staaten Europas.
1992 übernahmen auch deutsche Neonazis die „Redwatch“-Kampagne und ihre Methodik. Die Zeitschrift „Nation Europa“ rief zum „Enttarnen“ von „Inländerfeinden“ auf. Die „Nationale Liste“ (NL) um den Hamburger Neonazi Christian Worch gab damals in ihrer Zeitschrift „Index“ ein Themenheft „Anti-Antifa“. Aus dem Umfeld der Freiheitliche Deutsche Arbeiterpartei kam im gleichen Jahr die Broschüre „Der Einblick“ heraus. Diese beschrieb unmissverständlich die Ziele, anzugreifenden Gruppen und Methoden der „Anti-Antifa“-Arbeit und listete „Volksfeinde“ mit Namen und teils Adressen auf. Die Initiatoren wollten den „Volkszorn“ gegen Asylbewerber und Ausländer, der sich im August 1992 bei den Ausschreitungen in Rostock-Lichtenhagen gezeigt hatte, gezielt auf den „Inländerfeind“ (linksgerichtete Gegner) umlenken und machten damit allen Varianten der rechten Szene ein Identifikationsangebot. Sie wollten neben der „Feindbekämpfung“ auch das eigene zersplitterte „nationale Lager“ einigen, indem sie eine Notwehrlage gegen staatliche Organisationsverbote beschworen und militante Antifaschisten als „Steigbügelhalter der BRD-Justiz“ darstellten.
Die deutsche Anti-Antifa-Kampagne stand im direkten Kontext einer massiven öffentlichen Präsenz des Rechtsextremismus in der Bundesrepublik Deutschland von 1990 bis 1993. Diese zeigte sich in alltäglicher Straßengewalt, zahlreichen Pogromen gegen Flüchtlinge und Ausländer, dem Anwachsen einer Skinhead-Szene in Ostdeutschland und zunehmenden Aufmärschen und anderen Aktivitäten von Neonazis. Die Kampagne setzte ihren traditionellen Antikommunismus fort, dessen Relevanz nach dem Ende der DDR stark abnahm, und übertrug ihn auf alle Kritiker, die sie unabhängig von ihrer tatsächlichen Einstellung als „Kommunisten“ („Rote“) ansahen und so ihre „Konfrontationsgewalt“ gegen sie legitimierten. Nach dem Zusammenbruch des Ostblocks verlagerten Rechtsextreme ihr traditionelles äußeres Feindbild des Kommunismus auf Teile der Gesellschaft, wo sie diesen fortleben sahen, und suchten verstärkt nach dem Kommunismus „artverwandten“ Gruppen im eigenen Land. So machten sie den Antifaschismus, der eigentlich den Gründungskonsens der Bundesrepublik bezeichnet, zum neuen Feindbild.

## Ziele

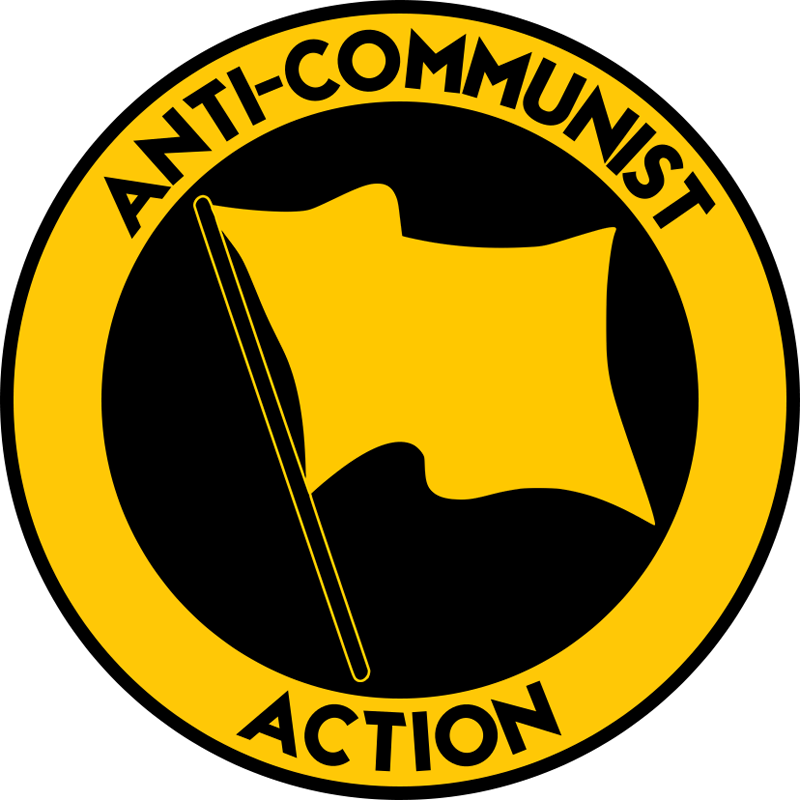
Ein assoziiertes Logo

Ziel der Kampagne ist die Verunsicherung und Bedrohung direkter politischer Gegner, um Spielräume für die eigene rechtsextreme Politik zu erweitern, und die ideologische Delegitimierung des Antifaschismus als Gründungskonsens der Bundesrepublik. Die intellektuelle Neue Rechte bekämpft vorrangig eine „linke Antifa“, setzt dabei in ihren Medien wie Criticón Antifaschismus mit „Antigermanismus“ gleich und deutet diesen durch die historische Niederlage des Sowjetkommunismus als widerlegt. Seit der deutschen Wiedervereinigung 1990 unterstützt ein breites Bündnis rechtskonservativer Publizisten, Politikwissenschaftler, Staats- und Verfassungsschützer diese Sicht, etwa mit der Rede von einem „verordneten Antifaschismus“ wie in der untergegangenen DDR.
Als Ziel der „Anti-Antifa“ nannte „Der Einblick“ 1992 „die endgültige Zerschlagung von Anarchos, Rot-Front und Antifa sowie die Ausschaltung aller destruktiven, antideutschen und antinationalistischen Kräfte in Deutschland“, gerade weil diese derzeit Staat und Gesellschaft nicht gefährdeten. Nur im Antifaschismus stimme die Linke noch mit dem „dummprogrammierten Bundesbürger“ überein. Die Anti-Antifa richte sich daher gegen Personen, die „national gesinnte Deutsche, junge und ältere Patrioten, Nationalisten jeglicher Form, konservative und wertbeständige Kräfte angreifen.“ Zu den „Einheizern des Antinationalismus“ zählte der Text „Literaten, Professoren, Richter, Anwälte“. Man werde es „hier tunlichst vermeiden zur Gewalt im Sinne von Körperverletzungen, Tötungen […] aufzurufen. Jeder von uns muss selbst wissen, wie er mit den hier zugänglich gemachten Daten umgeht.“ Diese Distanzierung wirkte im Kontext eher als indirekte Aufforderung.
Der Neonazi Steffen Hupka definierte in seinem Blatt „Umbruch“ um 1994 die Zielobjekte der Kampagne: „Jeder, der sich gegen die nationale Sache direkt oder indirekt ausspricht ist Volksfeind […], denn wir vertreten das Volk.“ Als Feinde nannte er „Redakteure und andere Medienvertreter, Antifa und u.U. bestimmte Linke, Mitarbeiter in städtischen Behörden, Institutionen und Initiativen wie Ordnungsamt, AWO, Post u.a., die sich gegen nationaleingestellte Menschen hervortun.“ Er listete detailliert auf, was über diese Personen gesammelt werden sollte: „Personalien (Name, Anschrift, Foto), Beruf (wo beschäftigt, Position usw.); Kfz; Auffällig geworden. Wann, wo und mit wem was?; Polit. und gesellschaftl. Aktivitäten (z.B. Mitgliedschaft in Parteien, Organisationen, Kegelverein usw.; Schwachstelle Schulden, schwul, Alkoholiker, Drogen usw.; Psychogramm; Kontakte und Verbindungen zu anderen Zielpersonen; Hobbys, Gewohnheiten usw.“ Er legitimierte diese umfassende Ausspähung mit dem Widerstandsrecht nach Artikel 20 des Grundgesetzes für die Bundesrepublik Deutschland: „Der rasende Verfall des Rechtsstaats zwingt uns als Nationale […] zur Selbsthilfe zu greifen“ und sich auf den entscheidenden Konflikt mit den Gegnern vorzubereiten.
Der verkürzende Begriff „[die] Antifa“ fasst verschiedene Gruppen unter einen propagandistischen Sammelbegriff, darunter die deutsche Justiz, Medien, Vertreter von Parteien, Kirchen, Gewerkschaften und jüdischen Verbänden. Zugleich setzen Rechtsextreme die umfassend definierte „Antifa“ mit „Gewalt“ gleich. So identifizierte das Propagandawerk Antifa heißt Gewalt (2002) „die Antifa“ mit Linksextremisten und stufte demokratische Antifaschisten als deren „bürgerliche nützliche Idioten“ in den Medien und an den „Hebeln der Macht“ ein. Darin spiegeln sich die antidemokratische Haltung und Ziele derer, die mit dem Antifaschismus die Demokratie und den Rechtsstaat vorführen, benutzen und ihre Gegner mit Drohungen, Terror und Gewalt bekämpfen.
Wie die Nationalsozialisten bezeichnen Anti-Antifa-Gruppen ihre Aktivitäten als „Feindaufklärung für Deutschland“, die zur Selbsterhaltung unbedingt notwendig sei: „Man darf einfach nicht vergessen, dass wir im Krieg sind.“
Da der gesamte Neonazismus Politik als Krieg begreift, verstehen Freie Kameradschaften ihre Organisationsform als eine Art modernisierte Kriegführung. Ihre Anti-Antifa-Aktivitäten sollten die als erfolgreich und bedrohlich empfundene Antifa kopieren und zugunsten der eigenen Ideologie umdrehen.

## Vertreter
Anti-Antifa-Aktivisten kommen aus dem gewaltbereiten, ideologisch gefestigten Spektrum des aktionsorientierten Rechtsextremismus und Rechtsterrorismus. So drohte der Neonazi Karl-Heinz Hoffmann im Juli 1977: Seine Wehrsportgruppe Hoffmann (WSG) werde Antifaschisten „offen oder heimlich fotografieren, um zu sehen, wer sich mit Linksradikalen einlässt. Ganz sicher werden wir dann daraus unsere Konsequenzen ziehen.“ Demgemäß ermordete das WSG-Mitglied Uwe Behrendt am 19. Dezember 1980 den Rabbiner Shlomo Lewin und dessen Lebensgefährtin Frida Poeschke.
Besonders jene Neonazis, die sich seit 1990 als „Freie Kameradschaften“, „Freie Nationalisten“, „Autonome Rechte“ oder „Autonome Nationalisten“ organisieren, beschreiben das systematische Ausspionieren, Bedrohen, Einschüchtern und Angreifen (vermeintlicher) politischer Gegner als ihr zentrales ideologisches Kampffeld.
Der Rechtsextremist Norbert Weidner, ein früheres Mitglied der FAP, leitete Anfang der 1990er Jahre eine studentische Anti-Antifa-Gruppe an der Universität Bonn. Er räumte 1995 in einem Interview ein, dass er den „Einblick“ von 1992 mit erstellt und so die erste deutsche Anti-Antifa-Kampagne mit ausgelöst hatte.
Der V-Mann Kai Dalek leitete 1991 nach dem Tod des führenden Neonazis Michael Kühnen die „Antikommunistische Aktion“. Die Gruppe betrieb die gewaltsame Verfolgung politischer Gegner und gilt daher als Vorläufer der Anti-Antifa. Dalek beteiligte sich auch an der Erstellung des „Einblicks“ vom Herbst 1992. Später stieg er zum Vizechef der Gesinnungsgemeinschaft der Neuen Front auf, einer Nachfolgeorganisation der 1983 verbotenen Aktionsfront Nationaler Sozialisten/Nationale Aktivisten.
Norman Kempken aus Rüsselsheim war Herausgeber der „Einblick“-Broschüre von 1992. Ein Prozess wegen der Bildung einer kriminellen Vereinigung gegen ihn und die übrigen Ersteller wurde eingestellt; sie erhielten 1995 milde Strafen. Kempken blieb Anti-Antifa-Aktivist in Nürnberg.
1994 begann die „Anti-Antifa Ostthüringen“ um Ralf Wohlleben, André Kapke und die V-Männer Tino Brandt und Kai Dalek länderübergreifend mit dem konspirativen Ausspionieren und Bedrohen politischer Gegner. An ihrer Anti-Antifa-Arbeit beteiligten sich ab 1995 auch Beate Zschäpe, Uwe Mundlos und Uwe Böhnhardt vom „Nationalen Widerstand Jena“. Sie bildeten 1998 die Terrorgruppe Nationalsozialistischer Untergrund (NSU), die bis 2007 zehn Menschen ermordete. Sie hatten auch Kontakte zum militanten Neonazinetzwerk Blood and Honour.
In Berlin stifteten Gruppen der Kameradschaftsszene wie „KS Tor“, „Autonome Nationalisten Berlin“ (ANB), „Anti-Antifa Potsdam“ und die Kameradschaft „Berliner Alternative Süd-Ost“ (BASO) seit etwa 2002 zeitweise Verwirrung, indem sie sich Kleidung und Symbolik der Autonomen aneigneten und bei rechtsextremen Kundgebungen als Schwarzer Block auftraten. Tatsächlich suchten sie damit direkte körperliche Konfrontation mit Antifaschisten, um die zuvor etwas abgeebbte Anti-Antifa-Kampagne der 1990er Jahre wiederzubeleben und auch für jüngere Neonazis attraktiv zu machen. Sie traten erstmals am 1. Mai 2003 mit gezielter Anti-Antifa-Propaganda hervor und gingen bald zu körperlichen Angriffen auf Gegner über, so im propagierten Summer of Hate des Jahres 2005.
Als um 2002 führende Anti-Antifa-Aktivisten nannte Anton Maegerle:
- Thekla-Maria Kosche in Kiel, früher mit dem Pseudonym „Gothmag99“ Kopf der zum Thule-Netz gehörenden „Asgard“-Mailbox, später im norddeutschen „Bündnis Rechts“ aktiv,
- Casjen Bayen in Uelzen, früher bei der FAP, dann für die HNG aktiv,
- Oliver Schweigert (Nationales und Soziales Aktionsbündnis Mitteldeutschland).[28]

Der bayerische Verfassungsschutzbericht 2006 erwähnte erstmals die Gruppe Anti-Antifa-Nürnberg (AAN) mit 10 Mitgliedern. Mitglied der AAN ist unter anderem Sebastian Schmaus, der ab 2008 für die Bürgerinitiative Ausländerstopp (BIA) im Nürnberger Stadtrat saß.

## Ideologische Legitimation
Der Vertreter der Neuen Rechten, der langjährige Professor Hans-Helmuth Knütter (* 1934), gilt für Rechtsextremismusexperten wie Anton Maegerle, Thomas Grumke und Bernd Wagner als „führender Kopf der intellektuellen Anti-Antifa“, der zur „akademischen Variante der Anti-Antifa“ gehört. Clemens Heni bezeichnete Claus Wolfschlag als „Anti-Antifa Akademiker“. Weitere Propagandisten der Anti-Antifa sind Alfred Mechtersheimer (1939 – 2018) und Roland Wuttke von der „Deutschland-Bewegung“, die sich rechtskonservativ darstellt, aber als rechtsextrem eingestuft wird.
Knütter agitierte schon in den 1980er Jahren gegen den Antifaschismus. 1987 veröffentlichte er dazu das Buch „Antifaschismus als Mittel der Destabilisierung der Bundesrepublik Deutschland“. Darin behauptete er, die Bundesrepublik befinde sich in einem Bürgerkrieg, der sich nur graduell von militärisch geführten Bürgerkriegen unterscheide. Dafür machte er einen angeblich „manipulativen“ Gebrauch des Antifaschismus durch linke und linksextreme Kreise verantwortlich, die nicht Rechtsextremismus abwehren, sondern die politische Ordnung der Bundesrepublik diffamieren wollten. 1992 wirkte das Werk als universitäre Unterstützung der entstehenden „Anti-Antifa“.
In den 1990er Jahren unterstützte Knütter Anti-Antifa-Gruppen direkt. Er legitimierte die beginnende „Feindaufklärung“ von Neonazigruppen mit seinem 1994 gegründeten „Arbeitskreis Linksextremismus“. In diesen nahm er Mitglieder vom Verein zur Förderung der psychologischen Menschenkenntnis (VPM), Autoren der neurechten Zeitschrift Junge Freiheit, Funktionäre der Vertriebenenverbände, Vertreter des RCDS und viele Burschenschafter auf. So bildete dieser Kreis eine Art akademische Anti-Antifa-Kampftruppe.

## Feindeslisten
Feindeslisten gehören zur Tradition des Faschismus seit dessen Anfängen. In der frühen Weimarer Republik stellten antidemokratische Freikorps solche Listen auf, um Gegner ausfindig zu machen und zu ermorden, so das Freikorps Oberland, aus dem die Sturmabteilung (SA) der NSDAP hervorging.
Zum Konzept von Anti-Antifa-Gruppen gehörte von Beginn an, persönliche Daten von Menschen, die sie als Feinde betrachten, zu sammeln und zu verbreiten. Dabei lassen sie oft bewusst offen, was gewaltbereite Neonazis damit machen sollen. Damit verfolgen sie laut dem Rechtsextremismusforscher Hajo Funke drei Hauptabsichten:
- Angst und Schrecken unter den Betroffenen zu verbreiten,
- die gelisteten Personen am „Tag X“ eines erwarteten großen Konflikts ausfindig zu machen und festzusetzen, um sie auszuschalten oder zu töten,
- gelistete Personen direkt und unmittelbar zu gefährden. Dies gelte besonders bei Listen mit relativ wenigen Namen.[37]

Die Feindeslisten dienen vielen Rechtsextremen auch dazu, einen von ihnen erwarteten künftigen globalen Rassenkrieg („Racial Holy War“, abgekürzt „Rahowa“) einzuüben und vorzubereiten. So propagieren die bei Neonazis weltweit bekannten Turner Diaries in Romanform einen Day of the Rope („Tag des Seils / des Erhängens“), bei dem zehntausende Menschen mit Schildern „Ich habe meine Rasse verraten“ an Straßenrändern aufgehängt werden sollen, um eine „arische Weltordnung“ oder „Weltherrschaft der weißen Rasse“ durchzusetzen.

### Bis 1990
In der Bundesrepublik Deutschland wurde 1952 beim antikommunistischen und rechtsterroristischen „Bund Deutscher Jugend“ (BDJ) und seiner Unterorganisation „Technischer Dienst“ eine Feindesliste gefunden. Sie nannte vor allem Politiker der SPD und der KPD, die an einem „Tag X“ beseitigt werden sollten. Damit war damals ein erwarteter militärischer Angriff der Sowjetunion oder allgemein eine Machtübernahme von Kommunisten gemeint. 1953 wurde der BDJ verboten. – Auch bei dem Rechtsterroristen Manfred Roeder, dessen Deutsche Aktionsgruppen 1980 zwei Asylsuchende ermordeten, wurden Feindeslisten gefunden.

### 1990er Jahre
1992 rief die Neonazi-Broschüre „Der Einblick“ dazu auf, „möglichst viele personenbezogene Daten über die antifaschistischen Gewalttäter sowie deren Unterstützer bis hin ins bürgerliche Lager zu sammeln und abrufbar zu dokumentieren“. 1993 nannte das Blatt Treffpunkte von Autonomen sowie rund 250 nach Städten und Regionen geordnete Namen, Adressen und Telefonnummern von Gewerkschaftern, Politikern von Bündnis 90/Die Grünen und SPD. Steckbriefe beschrieben ihre Kleidung, Angehörigen, Kinder, Partner; Kommentare dazu lauteten etwa „Zum Abschuss freigegeben“. Das Blatt rief dazu auf, ihnen „unruhige Nächte“ zu bereiten und sie „endgültig auszuschalten“.
Seitdem bildeten sich bundesweit Anti-Antifa-Gruppen. Neonazis sandten Späher in gegnerische Gruppen und bildeten sie in deren Sprache und Denkweise aus. Rechte Organisationen speicherten die gesammelten Daten über Linke auch auf Festplatten. Das Nazi-Blatt „Die Neue Front“ pries den PC als geeignetes Hilfsmittel, um Informationen vor der Polizei zu schützen, etwa Anleitungen zum Bombenbau. Den Artikel über Datensicherheit kopierten die Neonazis aus einem Blatt der Autonomen.
„Die Neue Front“ veröffentlichte mehrere Ausgaben mit Adressen missliebiger Bürger und bildete etwa den damaligen Generalbundesanwalt Kay Nehm mit einer Maschinenpistole auf der Stirn ab. Herausgeber des Blattes war der Neonazi Eite Homan. Als „Europakoordinator“ von Gary Laucks NSDAP-Aufbauorganisation versuchte er in den Niederlanden eine Zentralstelle für Anti-Antifa-Listen einzurichten.
Um 1995 veröffentlichte eine „Revolutionäre Anti-Antifa-Zelle“ aus Rheinland-Pfalz, die eine niederländische Kontaktadresse hatte, das Heft „Brauner Partisan“ als „Stimme der braunen Untergrundbewegung“. Darin waren viele Namen, Adressen und Fotografien von „Roten“ abgedruckt, zu denen die Autoren auch Büros und Vertreter der Grünen zählten. Bilder von Vermummten mit Schusswaffen illustrierten die Steckbriefe. Auf der Rückseite stand: „ZOG zerschlagen! Das Geschwür auf dem kranken Volkskörper muss aufgeschnitten und ausgepresst werden, bis das rote Blut herausfließt.“
Der V-Mann Kai Dalek baute damals das Thule-Netz auf, zunächst als Mailboxsystem für ausgewählte „Führungskader“. Die Benutzer erstellten rund 220 Personenprofile von „Feinden“ (Namen, Adressen und Beschreibungen von Abgeordneten, Journalisten, Richtern und Staatsanwälten) und ließen sie im Thulenetz mit dem Kommentar kursieren: „Adressen sind nicht dafür da, dass sie gelöscht werden, sondern dass ihr damit umgeht!“ Der „Sumpf“ werde langsam aber sicher „trockengelegt“. Man habe „um die 10.000 Datensätze“ „‚zugespielt‘“ erhalten und besitze von „diversen Linkspostillen“ den gesamten Kundenverteiler. Ab 1997 betreute der FAP-Angehörige Mario S. aus Fuldatal das Thulenetz. Dort veröffentlichte Kai Dalek 1999 unter der Überschrift „Organisationen gegen Deutschland“ eine Feindesliste mit 200 Personen und Adressen, die ihm der V-Mann Andree Z. „zum Verwenden und Verbreiten“ geschickt hatte. Einige dieser Daten tauchten später in anderen Feindeslisten wieder auf.
Im Dezember 1999 fand die Polizei Berlin eine mit „Wehrwolf“ betitelte Liste mit Fotos und Adressen von 54 Politikern, darunter Joschka Fischer, Angela Merkel, linke Gruppen, jüdische Einrichtungen, Verfassungsschutzämter, Parlamente und Berliner Gedenkstätten für Opfer des NS-Regimes. Letztere waren auf einem Stadtplan markiert. Die Liste erwähnte die Publikation „Reichsruf“ eines Rechtsextremen aus Rheinland-Pfalz, der schon wegen illegalem Waffenbesitz, Schändung jüdischer Friedhöfe, Drohanrufen, Terrorpropaganda und „Anti-Antifa“-Datensammelei aufgefallen war. Deshalb ermittelte die Berliner Polizei wegen des Verdachts auf Bildung einer kriminellen Vereinigung. Polizeibehörden mehrerer Bundesländer beschlagnahmten große Mengen Anti-Antifa-Material. Das Bundeskriminalamt (BKA) fand in Göttingen Anleitungen und Einzelteile zum Bombenbau bei vier Neonazis, die dennoch nicht verhaftet wurden. Das Landeskriminalamt Niedersachsen warnte die Göttinger „Autonome Antifa (M)“ vor Briefbomben von Neonazis aus diesem Umfeld.
Auch niedersächsische Neonazis um Thorsten Heise waren an der überregionalen Anti-Antifa-Kampagne beteiligt. Seine Kameradschaft „Arische Bruderschaft“ verbreitete neben Anleitungen zum Bombenbau auch eine „Todesliste“ mit teils detaillierten Angaben zu Namen, persönlichen Daten und Wohnorten der Zielpersonen im Internet, wie der Verfassungsschutz feststellte.

### 2000er Jahre
Rechtsextreme veröffentlichen oft auch kaum von Gewaltaufrufen unterscheidbare Drohungen gegen Strafverfolger und Berichterstatter:
- Im Jahr 2000 riet der Holocaustleugner Germar Rudolf in seinen geschichtsrevisionistischen Vierteljahresheften für freie Geschichtsforschung dem Mannheimer Staatsanwalt Hans Heiko Klein, „sich im eigenen Interesse besser etwas zurückzuhalten“, da die rechtsextreme Szene „nun die Bleistifte spitzt und anfängt, Strichlisten zu machen“.
- Ende 2001 bedrohte der Nationale Widerstand Nürnberg ermittelnde Staatsanwälte in Chemnitz, sie sollten sich ruhig immer tiefer „in untilgbare Verbrechensschuld verstricken“. Ihre Namen kämen dann „in unsere ‚Kundendatei‘ – Namen derer, die wir, wenn das Blatt sich radikal gewendet haben wird, dann sehr eingehend ‚betreuen‘ werden“. Sie verbreiteten die Drohung über die Neonazipostille „Der weiße Wolf“.
- Bei einem Neonaziaufmarsch in Lüdenscheid am 24. Februar 2001 verlas Timo Pradel (NPD) die Namen von 20 lokalen Politikern und Journalisten, die er einer Pogrom-Hetze gegen „nationale Deutsche“ bezichtigte.
- Im Frühjahr 2001 veröffentlichte die Anti-Antifa-Postille „Landser“ die Adressen und Telefonnummern von zwei Nürnberger Gymnasiallehrern, die Projekte gegen Rassismus und Ausländerfeindlichkeit durchgeführt hatten. Deren Häuser wurden mit roter Farbe beschmiert.
- 2001 veröffentlichte Frank Rennickes Freundeskreis  mehrmals die Adresse und Telefonnummer eines gegen ihn ermittelnden Staatsanwalts in Kornwestheim.[28]

Ab 2001 rief die „Fränkische Aktionsfront“ (FAF) um Matthias Fischer (Fürth) und Norman Kempken Bürger mit tausenden Flugblättern dazu auf, sich an „Aktionen gegen linke Gewalt“ zu beteiligen und Daten von Antifaschisten an ein angegebenes Postfach zu senden, um Gewalttaten gegen sie vorzubereiten. Bis 2004 veröffentlichte die FAF kontinuierlich Namen und Fotografien von engagierten Lehrern, linken Schülern und Journalisten aus dem Raum Nürnberg.
Der mutmaßliche Rechtsterrorist Michael Krause, der sich am 27. Mai 2008 nach einem Schusswechsel mit Polizisten erschoss, besaß neben 38 bundesweit verteilten Waffen- und Sprengstoffdepots eine „Feindnamenliste“ mit Namen von Politikern, Polizeibeamten, Richtern und anderen Personen, von denen er sich verfolgt gefühlt haben soll.

### NSU
Die 1998 entstandene Terrorgruppe „Nationalsozialistischer Untergrund“ (NSU) erstellte ab 2006 bis zu ihrer Selbstenttarnung 2011 fortlaufend eine Liste mit rund 10.000 Namen vermeintlicher Gegner. Auch der am 2. Juni 2019 ermordete Regierungspräsident Walter Lübcke stand darauf, ebenso Name und Adresse eines Kasseler Lehrers, auf den 2003 gezielt geschossen worden war. Diese Daten stammten aus der Feindesliste des Thulenetzes von 1999.
Der Name des Lehrers stand auch auf einer Liste möglicher Anschlagsziele, die der Kasseler Neonazi und spätere Lübcke-Mörder Stephan Ernst von 2001 bis 2007 zusammengestellt hatte. Die Liste wurde bei den Ermittlungen zum Mord an Walter Lübcke (1. Juni 2019) in Ernsts Haus gefunden. Der Verdacht, er habe 2003 auf den Lehrer geschossen, ließ sich jedoch nicht erhärten. Auf der NSU-Liste stand auch die Adresse eines jüdischen Friedhofs, auf den zwischen 1998 und 2002 drei Sprengstoffanschläge verübt worden waren. Die Täter wurden nicht gefunden. Die Adresse der jüdischen Gemeinde in Kassel und weitere Kasseler Adressen standen sowohl in der NSU-Liste als auch in den Ausspähnotizen von Stephan Ernst.
Seit August 2018 verschickten Rechtsextreme Morddrohungen als verschlüsselte Mails oder Faxe mit Signaturen wie „NSU 2.0“, meist an linksgerichtete Frauen, oft an Frauen mit Migrationsbiografien, sowie an andere antifaschistisch engagierte Menschen, Juden und Muslime. Einige Adressaten standen zuvor auf rechtsextremen Feindeslisten.

### Regionale und lokale Feindeslisten
Die Autonomen Nationalisten haben ihre Feindeslisten auch nach dem Ende des NSU 2011 weiter professionalisiert und veröffentlichen für fast jede Region Deutschlands solche Listen im Internet. Sie machen vor allem Immobilien linksgerichteter Organisationen, linke Buchläden und Kulturzentren zum Zielobjekt für Angriffe. Immer mehr professionelle „Anti-Antifa“-Webseiten wurden im Ausland gehostet, um sie dem Zugriff der deutschen Justiz zu entziehen. Die Ersteller veröffentlichen in sozialen Netzwerken zugängliche Fotos, Adressen und private Daten der Betroffenen (etwa ihre Schule, Arbeitsstelle, Vereinsmitgliedschaften, Vita). Während sie früher relativ wahllos Informationen sammelten, spähen sie nun Neonazigegner (Journalisten, Politiker, alternative Jugendliche usw.) möglichst zielgenau aus. Anders als beim Doxing durch Linke, die Rechtsextreme vorrangig demaskieren und öffentlich bloßstellen, veröffentlichen und verbreiten Neonazis ganze Steckbriefe mit Details, die Betroffene als physisch anzugreifende Opfer markieren und unmittelbar bedrohen. Im Kontext der Strategie, „national befreite Zonen“ zu schaffen und in bürgerliche Milieus vorzudringen, wurden engagierte Jugendliche bei Demonstrationen gegen Rechts 2012 von Rechtsextremen gezielt angesprochen und fotografiert; die Fotografien wurden dann auf Webseiten regionaler Kameradschaften veröffentlicht. Eine rechtsextreme Telefonistin besorgte die Dortmunder Privatadressen von alternativen Jugendlichen aus den Kundendaten eines Mobilfunkanbieters. In Berlin nahm ein rechtsextremer Briefzusteller Postsendungen an vermeintliche Linke mit nach Hause und wertete die erbeuteten Informationen aus. Ein rechtsextremer Angestellter holte sich 184 Adressen politischer Gegner aus der Datenbank eines Finanzamts. Rechtsextreme Anwälte besorgen Neonazis aus Prozessakten die Privatadressen von Zeugen und Opfern, die dann unter Umständen mit Mord bedroht werden. Berliner autonome Nationalisten um Sebastian Schmidtke betrieben eine aufwändige Feindesliste im Netz, die Steckbriefe von rund 200 missliebigen Personen bot, darunter Bundestagsabgeordnete wie Wolfgang Thierse oder Wolfgang Wieland. Sie drohte ihnen allen mit einem „Strick um den Hals oder [einer] Kugel in den Bauch“.
2016 erschien im Internet eine „Kieler Liste“, in der lokale Rechtsextreme 15 engagierte Personen mit Fotos und Aufenthaltsorten auflisteten.

### Berlin-Neukölln
2010 bis 2011 und erneut 2016 bis 2019 erfolgte in Berlin-Neukölln eine Serie von Morddrohungen, Steinwürfen, Sachbeschädigungen und Brandstiftungen gegen antifaschistisch engagierte Personen. Bis Ende 2019 zählten die Behörden mindestens 72 Straftaten dazu, darunter 23 Brandanschläge. Hauptverdächtig waren der Berliner Neonazi Sebastian Thom und seine Kontaktpersonen.
Die zweite Serie begann kurz nach Thoms Haftentlassung im Mai 2016. Thom spionierte politische Gegner aus und sandte dem AfD-Kreisvorstandsmitglied Tilo Paulenz im Oktober 2016 eine Datei mit Fotografien angeblicher Antifa-Gegner, die Paulenz allen Bekannten weitergeben sollte. Thom gab an, er besitze 2400 Fotos von „Feinden“. Im November 2016 informierte Thom Paulenz über eine Lesung gegen die AfD in einer Buchhandlung. Diese wurde zwei Wochen später angegriffen. Ab Januar 2017 wollten Thom und Paulenz die Adresse des Neuköllner Politikers Ferat Koçak (Die Linke) herausfinden.
Am 15. Januar 2018 verfolgten sie Koçak bis zu dessen Privathaus. Der Verfassungsschutz, der Thom überwachte, meldete ihre Aktivitäten am 30. Januar 2018 dem Landeskriminalamt Berlin (LKA). Dieses nahm die Verdächtigen jedoch nicht fest und warnte Koçak nicht. In der Nacht zum 1. Februar 2018 wurde der Pkw des Buchhändlers Heinz Ostermann angezündet; kurz danach brannte auch Koçaks vor seinem Haus geparkter Pkw. Bei Hausdurchsuchungen am Folgetag fand die Polizei unter Thoms Speichermedien und Schriftstücken auch eine handschriftliche Feindesliste mit den Namen und Adressen von in Neukölln lebenden Personen. Einige davon waren 2017 mit Graffiti und Angriffen auf ihre Wohnhäuser bedroht worden. Die Liste umfasste 14 Namen.
Im März 2018 traf sich ein für die Überwachung Tatverdächtiger zuständiger LKA-Beamter privat mit dem inzwischen per Haftbefehl gesuchten Sebastian Thom, ohne ihn festzunehmen. Ein Berliner Staatsschutzbeamter schrieb eine SMS an Neonazis aus Thoms Umfeld. Wegen dieser Vorgänge wurde vermutet, dass Berliner Polizeibeamte manche Adressen auf Thoms Feindesliste an Neonazis weitergegeben hatten. Im September 2023 ermittelte die Staatsanwaltschaft Berlin gegen einen Polizisten der Ermittlergruppe „Rex“ zur Neuköllner Anschlagsserie, der Dienstgeheimnisse verraten haben soll, die eventuell ins Neonaziumfeld gelangten.
In Thoms 2018 beschlagnahmten Speichermedien fand man später eine Datei zu rund 500 Personen, die Thom und Paulenz gezielt ausgespäht hatten. Nach Ermittlerangaben hatten sie auch eine Geflüchtetenunterkunft ausgespäht. Die NPD Berlin, zu der Thom bis 2016 gehörte, hatte eine Karte der Asylunterkünfte in Berlin erstellt. Im April 2021 brannte eine Wohnanlage für Geflüchtete in Rudow; die Polizei nahm Brandstiftung ohne politisches Motiv an. Der Reporter Frank Jansen, dessen Name und Fotografie in Thoms Feindesliste stand, erhielt jahrelang Morddrohungen aus dessen Umfeld.
In der Nacht vom 15. auf den 16. März 2019 versuchten Sebastian Thom und ein weiterer Neonazi die Tür des Wohnhauses eines politischen Gegners aufzuhebeln, beschmierten dessen Klingelschild und sprühten seinen vollen Namen mit dem Zusatz „Antifa-Hurensohn“ und ein Keltenkreuz in den Eingangsbereich. Eine Polizeikamera, die den angegriffenen Hausbewohner überwachen sollte, zeichnete ihre Tat auf. Das Überwachungsvideo wurde jedoch mindestens drei Jahre lang nicht für die Neonazi-Anschlagserie ausgewertet und erst im August 2022 bekannt. Erst im November 2019 entschlüsselten die LKA-Ermittler Thoms Feindesdatei und werteten sie aus. Trotz fortlaufender rechtsextremer Anschläge in Neukölln hielt der Berliner Staatsschutz keine der gelisteten Personen für konkret gefährdet: Die Daten auf der Liste seien mindestens sechs Jahre alt. Erst ab Juli 2020 informierte die Berliner Polizei die 500 Betroffenen.
Im Oktober 2020 fanden Ermittler bei einem rechtsextremen Kontaktmann von Thom und Paulenz eine weitere, vor 2015 angelegte Feindesliste mit Namen, teils Geburtsdaten, Adressen, Berufen und Telefonnummern von rund 400 Personen. Die Daten stammten aus öffentlich einsehbaren Quellen, etwa Vereinsregistern, und deckten sich teilweise mit den Daten der 2018 gefundenen Datei Thoms.
Trotzdem fanden die eigens eingesetzten LKA-Sonderermittler keine Täter der Anschlagsserie. Mehrere Vorfälle bestärkten den Verdacht einer Zusammenarbeit rechtsextremer Berliner Polizisten mit den Neonazis. Im August 2020 wurden zwei mit dem Fall befasste Staatsanwälte wegen vermuteter Behinderung der Ermittlungen versetzt. Die Generalstaatsanwaltschaft Berlin zog den Fall an sich und ließ Thom und Paulenz im Dezember 2020 festnehmen. In einer Erstvernehmung soll Paulenz Thom als den Brandstifter belastet haben. Kurz vor Prozessbeginn im August 2022 hielt das Landgericht Berlin ein versuchtes Tötungsdelikt von Thom und Paulenz für möglich, weil Kocaks Pkw neben einer Gasleitung an dem Haus stand, in dem Kocak und seine Eltern schliefen, und fast darauf übergegriffen hätte. Darum ließ das Gericht Kocak als Nebenkläger zu. Im Dezember 2022 wurde Thom jedoch vom Vorwurf der Brandstiftung freigesprochen. Die Generalstaatsanwaltschaft legte dagegen Berufung ein.

### Pranger-Webseiten
2011 erschien die Webseite „Nürnberg 2.0“, nach Eigenangaben als „Erfassungsstelle zur Dokumentation“ einer angeblichen „systematischen und rechtswidrigen Islamisierung Deutschlands“ und angeblicher „Straftaten linker Faschisten zur Unterdrückung des Volkes“. Man wolle die dafür „Verantwortlichen“ zu einem „geeigneten Zeitpunkt nach Art des Nürnberger Kriegsverbrecher-Tribunals“ zur Rechenschaft ziehen. Der Name der Webseite war auch eine häufige Parole bei den deutschen Corona-Protesten und gilt als unverhohlene Drohung mit Exekutionen, die Rachefantasien anfachen soll. Die Ersteller wollten etwa die damalige Bundeskanzlerin Angela Merkel und andere Politiker vor ein solches Tribunal stellen. Dazu sammelten sie die Namen von Personen aus Politik, Medien und Kultur. Der Blogger Michael M. etwa drohte dort im September 2011, man werde „Leugner und Unterstützer der Islamisierung“ zur Verantwortung ziehen und „die Namen der Verräter erfassen. Ob es sich um kleine Schreiberlinge in irgendwelchen Redaktionsstuben, um Chefredakteure, um Verlagsleitungen, um verlogene, zum Islam konvertierte Islamwissenschaftler, um Politiker – oder um Parteien, Verbände und Institute handelt.“ Wer „dem Islam zuarbeitet“, werde sich in „Nürnberg 2.0“ zu verantworten haben. Der Verfasser der Drohung war Karl-Michael Merkle (Pseudonym „Michael Mannheimer“), ein Hauptautor des islamfeindlichen Blogs Politically Incorrect (PI). Er wurde deswegen angeklagt. Merkle und eine Berliner Ortsgruppe von PI galten als Betreiber des Prangers. Sie griffen unter anderen den Migrationsforscher Klaus Jürgen Bade als „Volksverräter“ an. Die Benutzer „germantempler“ und „saustalld“ riefen auf dem Pranger zur Tötung des damaligen Bundestagsabgeordneten Sebastian Edathy auf. Auch den später ermordeten Walter Lübcke führte der Pranger auf.
Im November 2015 erschien die antisemitische Webseite „judas.watch“ auf Cloudflare. Sie rief zur „Dokumentation von anti-weißen Verrätern, Subversiven und Aufzeigen jüdischen Einflusses“ auf und führte besonders Personen aus den USA und Deutschland auf. Sie nannte keine Adressen, markierte jüdische oder als Juden eingeordnete Menschen jedoch mit einem Davidstern und kategorisierte sie nach ihrem angeblichen gesellschaftlichen Einfluss. Sie veröffentlichte Lebenslauf und Kontaktdaten der als Juden markierten Menschen und gab Hinweise auf ihr angeblich „schädigendes Verhalten“. Manche Einträge waren schon auf der Webliste „Nürnberg 2.0 Deutschland“ erschienen. Auf der Seite erschien auch ein Aufruf, „Rassenschande“ zu melden. Nach mehreren Strafanzeigen wegen Volksverhetzung wurde die Hetzseite in Suchmaschinen indiziert und ging ab 17. Januar 2020 offline.
Ab 23. Februar 2020 erschien sie jedoch erneut online. Um Strafbarkeit zu vermeiden, hatten der oder die Ersteller nur den Eingangstext geändert, markierten viele Einträge nun jedoch mit einem gelben Judenstern. Darunter waren politische Amtsträger, Menschen, die die jüdische Religion oder den Islam vertreten, sich für Geflüchtete einsetzen, an die Israelitische Kultusgemeinde spenden, öffentlich an den Holocaust erinnern oder am Christopher Street Day teilnehmen. Die Prangerseite wuchs von anfangs einigen dutzend Namen bis Januar 2020 auf 384, bis Februar 2020 auf 1800 Namen.
Als mutmaßlicher Betreiber wurde seit 2019 ein Neonazi aus Österreich mit dem Nutzernamen „Kikel Might“ verdächtigt. Dieser war zusammen mit dem Rapper Mr. Bond in einem rechtsextremen Podcast aktiv, zu dem auch Stephan Balliet gehörte, der später bei seinem Anschlag in Halle (Saale) 2019 Mr. Bonds Rap hörte. Die Bundesprüfstelle für jugendgefährdende Medien setzte die Hetzseite 2021 auf den Index. Da sie auf einem Server in den USA gehostet wurde, konnten weder deutsche noch österreichische Behörden sie sperren lassen. Nach vorläufig eingestellten Ermittlungen wurde der Betreiber 2021 in Wien gefunden und im April 2022 wegen „nationalsozialistischer Wiederbetätigung“ zu vier Jahren Haft verurteilt. Im Januar 2023 bestätigte das Oberlandesgericht Wien das Urteil endgültig.
Im Januar 2019 erschien online die Liste „#WirKriegenEuchAlle(e)“. Sie enthielt rund 200 Namen und Adressen von Politikern, Journalisten oder Aktivisten. Diese wurden auch nach der Löschung der Seite im Netz weiterverbreitet.

### Franco A.
Nach der Festnahme des Bundeswehrsoldaten Franco A. 2017 fanden Ermittler bei ihm eine Liste mit insgesamt 32 Personen, Objekten und Organisationen als mutmaßlichen Anschlagszielen, darunter Anetta Kahane von der Amadeu Antonio Stiftung, Anne Helm (Die Linke Berlin), Bundesaußenminister Heiko Maas, Ex-Bundespräsident Joachim Gauck, Thüringens Regierungschef Bodo Ramelow, die damalige Vizepräsidentin des Bundestags Claudia Roth, der Zentralrat der Juden in Deutschland und der Zentralrat der Muslime. Weil Franco A. die Amadeu-Antonio-Stiftung in Berlin ausgekundschaftet, sich Waffen und ein Zielfernrohr besorgt, Notizen zum weiteren Vorgehen gemacht und eine feste rechtsextreme Haltung gezeigt hatte, wurde er nach einem mehrjährigen Strafprozess im Juli 2022 wegen der Vorbereitung einer schweren staatsgefährdenden Gewalttat (§ 89a) und Verstößen gegen das Waffen- und Sprengstoffgesetz zu fünfeinhalb Jahren Haft verurteilt.

### KundendateiImpact Mailorder
Am 20. Januar 2015 hackten Neonazis aus der Kameradschaftsszene die Kundendatei des Online-Versandhandels „Impact Mailorder“ mit rund 40.000 Namen, Adressen und Telefonnummern. Die Hacker unterzeichneten ihren Bekennerbrief mit „Es grüßt der Nationale Widerstand“. Die NPD-Jugendorganisation Junge Nationalisten (JN) in Brandenburg prahlte im Internet: „Zeckendatenbank geknackt… Hier die Liste einiger Antifas. Viel Spaß.“ Auch eine „Nationalsozialistische Hacker-Crew“ bekannte sich zu dem Diebstahl und beschrieb ihn als Vergeltungsaktion. Die Hacker gaben 250 Kundennamen bekannt und verbreiteten die übrigen über externe Downloadserver. Sie drohten, bei „jedem Hackerangriff von linksgerichtetem Ursprung“ weitere „10000 Daten“ zu veröffentlichen.
Seitdem verbreiten Rechtsextreme jene Kundenliste oder Teile davon unter der irreführenden Bezeichnung einer „Antifa-Liste“. Mario Rönsch stellte auf seiner Webseite „Anonymous.ru“ im September 2016 mehr als 20.000 Namen, Adressen, Telefonnummern und Mailadressen daraus als Excel-Tabellen zum Download bereit und rief im Begleittext zu Gewalt gegen die veröffentlichten Personen auf. Auf derselben Seite bewarb sein Onlineshop „Migrantenschreck“ den Kauf von Waffen und Hartgummimunition für Schüsse auf Flüchtlinge.
Am 14. Juli 2017 verbreitete der AfD-Landtagsabgeordnete Heiner Merz rund 25.000 Namen, Adressen und E-Mail-Adressen aus jener Kundendatei als E-Mail-Anhang. Er forderte dazu auf, dass AfD-Mitglieder die Liste „speichern, verbreiten und verwenden“, um Personen aus ihrem lokalen Umfeld zu suchen, sie bekannt zu machen und zu denunzieren: „Der Fantasie sind wenig Grenzen gesetzt.“ Auch die rechtsterroristische Gruppe „Revolution Chemnitz“ besaß Daten aus der Kundendatei. Ein Ermittlungsverfahren wegen Datenhehlerei gegen Merz wurde eingestellt.

### Nordkreuz
Die Gruppe Nordkreuz führte eine umfangreiche Feindesliste mit 24.522 Namen und Adressen von linken Aktivisten, Politikern und bekannten Künstlern aus dem ganzen Bundesgebiet, großenteils von Menschen, die sich für Geflüchtete einsetzen. Die Daten stammten teils aus Polizeicomputern, teils aus öffentlichen Quellen, großenteils aber aus der 2015 gehackten Kundendatei. Die Liste wurde im Juli 2018 bekannt. Nach von der Polizei protokollierten Aussagen eines Mitglieds wollten Nordkreuzmitglieder mit der Liste „linke Persönlichkeiten“ finden, um sie „im Konfliktfall zu liquidieren“. Nach dem Redaktionsnetzwerk Deutschland (RND) sind auf der Nordkreuzliste Personen aus 7963 Orten in Deutschland und dem Ausland verzeichnet.

### „Querdenker“-Szene
Im Herbst 2020 verbreiteten Gegner der deutschen Coronamaßnahmen auf Telegram  eine Feindesliste mit den Namen von rund 170 Journalisten, Politikern und Aktivisten, versehen mit Hinweisen wie „Impfpropaganda“, „BRD GmbH“ oder „Bill Gates“. Die Genannten seien „auffällige Personen, die im Sinne der Billiardäre handeln“. Persönliche Daten nannte die Liste nicht. Sie führte unter anderen Anetta Kahane, den Antisemitismusbeauftragten Felix Klein und die Bundestagsvizepräsidentin Petra Pau auf. Kahane sprach von einer klaren Bedrohung und „Zielmarkierungen für Pöbeleien oder Schlimmeres“ und warnte vor dem stark anwachsenden Antisemitismus in der Corona-Protestbewegung. Klein warnte: „Die Verschwörungserzählungen von angeblich geheimen Mächten verbinden die gesellschaftliche Mitte mit radikalisierenden Rändern.“ Diese Verbindung gefährde die Grundlagen der Gesellschaft. Pau stellte Strafanzeige. Auch Frank Überall (Deutscher Journalistenverband) warnte vor der Liste und forderte die Sicherheitsbehörden auf, die Bedrohung durch sogenannte Coronaleugner und Querdenker ernst zu nehmen und die Coronaprotestbewegung genau zu beobachten. Man sehe dort neben berechtigter Kritik „leider zunehmend Antisemitismus, Rassismus, Verschwörungsideologien und Demokratiefeindlichkeit, die sich auch in verbalen und körperlichen Angriffen auf Journalisten bahnbrechen“. Eine weitere auf Telegram verbreitete „Todesliste deutscher Politiker“ führte diejenigen Bundestagsabgeordneten namentlich auf, die im April 2021 für eine Änderung des Infektionsschutzgesetzes gestimmt hatten. Das BKA warnte die Betroffenen.
2021 verbreiteten „Querdenker“ lokal aufbereitete Ausschnitte der Mailorder-Kundendatei mit auf Google Maps markierten Adressen vermeintlicher Gegner, bezeichnet als „Zecken“, „Maden“ oder „Läuse“. Im Februar 2022 veröffentlichten deutsche rechtsextreme Impfgegner als Webseite eine interaktive Onlinekarte mit tausenden Adressen und Kontaktdaten angeblicher Antifa-Aktivisten in Deutschland, Österreich und Dänemark und dem Kommentar: Die „Jäger“ würden nun zu Gejagten. Die Daten stammten ebenfalls aus der 2015 gehackten Kundendatei und bezogen sich nicht auf Mitglieder von Antifagruppen. Die Urheber der Onlinekarte gaben sich auf Telegram als Teil des Hackerkollektivs „Anonymous“ aus („Jetzt schlägt Anonymous zurück“). Auch der frühere AfD-Landtagsabgeordnete Heinrich Fiechtner verbreitete die Karte und den Jagdaufruf. Im Internet riefen Neurechte und Gegner der Coronamaßnahmen dazu auf, neue Listen mit politischen Gegnern zusammenzustellen, diese anschließend mit „Hausbesuchen“ einzuschüchtern und ihnen zu zeigen, dass man ihre Arbeitswege, die Kindergärten und Schulen ihrer Kinder kenne. Thüringens Verfassungsschutzpräsident Stephan Kramer erklärte dazu, diese erneute Verbreitung schon älterer Listen mache sie nicht weniger gefährlich, da die Hemmschwelle für Übergriffe auf den Privatbereich deutlich gesunken sei.

### Weitere
Ab 7. Dezember 2022 fanden Ermittler der Bundesanwaltschaft bei terrorverdächtigen Reichsbürgern um Heinrich XIII. Prinz Reuß (genannt Patriotische Union) drei Feindeslisten: eine mit den Namen von 18 Spitzenpolitikern, die zweite mit Namen von Politikern und Adressen ihrer Wahlkreisbüros sowie Anschriften von Ärzten, die dritte mit in „Gefährlichkeitsstufen“ eingeteilten Personennamen aus dem näheren Umkreis eines Beschuldigten.
Weitere Feindeslisten fanden Ermittler bei deutschen Rechtsterroristen der Gruppe S., der Thüringer Kampfgruppe Knockout 51 oder der transnationalen Atomwaffen Division. Besondere Sorge bereiten den Behörden an diesen Gruppen beteiligte Polizisten und Soldaten, die legale Waffen besitzen.

## Gewalttaten
Die meisten rechtsextremen Feindeslisten rufen nicht direkt zu Gewalt auf, distanzieren sich aber auch nicht davon und erlauben den Gebrauch ihrer Daten für Gewalttaten gegen Personen und linke oder alternative Projekte. Denn nur wenn Gewaltaufrufe die typischen Namens- und Adressenlisten begleiten, können sie als Aufforderung zu Straftaten angezeigt und bestraft werden. Tatsächlich folgen „Anti-Antifa“-Prangern oft Angriffe auf die Betroffenen, etwa auf der Straße, dem Schulweg, auf ihre Wohnung, Fensterscheiben, Einrichtungen, ihren Pkw, Drohbotschaften im Briefkasten bis hin zu Mordanschlägen.
1988 verübte der 19-jährige Lehrling Josef Saller einen Brandanschlag auf ein von türkischen Migranten bewohntes Haus in Schwandorf, bei dem vier Menschen, darunter Kinder, erstickten und verbrannten. Saller war Mitglied der Neonazigruppe Nationalistische Front (NF), die zuvor Feindlisten erstellt hatte und später verboten wurde.
Den frühen Anti-Antifa-Aufrufen der 1990er Jahre folgte 1995 eine Serie von sieben Briefbombenanschlägen in drei Staaten Europas. Eine Bombe tötete den Sekretär einer linken Gruppe in Dänemark, zwei weitere (Juni 1995) verletzten die Sekretärin von Arabella Kiesbauer in München und einen Mitarbeiter des Vizebürgermeisters von Lübeck schwer. Dieser hatte die Urteile gegen die Täter eines Brandanschlags auf die Lübecker Synagoge (25. März 1994) zuvor als zu milde kritisiert. Der Absender der letzten beiden Briefbomben, der vierfache Mörder Franz Fuchs, gab eine „Bajuwarische Befreiungsarmee“ als Auftraggeber der Taten an. Mittäter wurden jedoch nicht gefunden oder nicht ausreichend gesucht. Auch bei anderen Neonazis wurde damals die Kombination von Anti-Antifa-Arbeit, Aufbau von „Werwolf“-Strukturen und Mordanschlägen mit Briefbomben beobachtet.
Die „Anti-Antifa Ostthüringen“, aus der der NSU entstand, traf sich seit 1994 wöchentlich und bereitete Gewaltaktionen gemäß dem Aufruf des „Einblick“ sorgfältig vor. Sie beging viele Angriffe auf Antifaschisten und störte 1995 mit einer Bombenattrappe eine Gedenkfeier für die Opfer des Faschismus in Rudolstadt.
Kay Diesner hatte seit 1991 von seiner Gruppe Nationale Alternative den Umgang mit scharfen Waffen gelernt, bei Anti-Antifa-Arbeit Daten politischer Gegner gesammelt und bei deren Demonstrationen Gewalt provoziert. Im Februar 1997 erschoss er einen Polizisten und verletzte einen linken Buchhändler schwer, dessen Ladenadresse auf Anti-Antifa-Listen kursierte. Ab 1998 beobachtete der deutsche Verfassungsschutz eine erhebliche Zunahme von Anti-Antifa-Aktivitäten mit fließenden Übergängen zum Rechtsterrorismus.
2006 bekannte der mehrfach vorbestrafte NPD-Vorständler Jürgen Rieger gegenüber einem Journalisten den mörderischen Zweck der Feindeslisten: „Warten Sie es doch ab. Wenn der erste Reporter umgelegt ist, der erste Richter umgelegt ist, dann wissen Sie, es geht los. Reporter, Richter, Polizist, Sie!“ In Ostdeutschland wurden 2007 vermehrt Angriffe und Morddrohungen gegen Abgeordnete der Partei Die Linke festgestellt, deren Namen auf Feindeslisten standen. Im März 2010 warfen Anhänger der Anti-Antifa Wetzlar einen Molotowcocktail auf das Haus eines gegen Rechtsextremismus engagierten Kirchenmitarbeiters. Im Oktober 2010 ermordete ein früheres Mitglied der Kameradschaft Aachener Land (KAL) mit anderen den 19-jährigen Kamal Kilade in Leipzig. Am 26. Juni 2011 verübten Neonazis fünf Brandanschläge auf linke Hausprojekte und ein Jugendzentrum. Der „Nationale Widerstand Berlin“ hatte eben diese Projekte zuvor online mit Foto und Adresse als „gute Anschlagsziele“ genannt. Es folgten weitere Angriffe auf die genannten Häuser.
Im November 2011, also erst Jahre nach der NSU-Mordserie (2000–2006), entdeckte man die Terrorzelle NSU durch deren Selbstenttarnung. Vor und während des NSU-Prozesses (2013–2018) nahmen Gewalttaten aus Anti-Antifa-Gruppen weiter zu. 2012 verübte die AAN in Nürnberg vermehrt Angriffe gegen engagierte Bürger und Antifa-Aktivisten, deren Pkws und Wohnhäuser. In Berlin wurden gegen Rechtsextremismus engagierte Institutionen und Personen ab August 2013 ständig durch rechtsextreme Straftaten angegriffen.

## Gegenmaßnahmen

### Registrierung
Ab 2011 wurden bei deutschen Rechtsextremisten öfter Feindeslisten entdeckt und durch Medienberichte bekannt. Bis 4. Januar 2021 registrierte das BKA 24 Feindeslisten aus dem Phänomenbereich Politisch motivierte Kriminalität (PMK), davon 20, die im Internet abrufbar waren oder sind. Die meisten Daten darauf stammten aus öffentlich zugänglichen Quellen. Die Gesamtzahl der Betroffenen ließ sich wegen ständiger Überarbeitung der Listen nicht feststellen. Auch zu den Urhebern machte die Bundesregierung auf Nachfrage im März 2021 keine Angaben. Die meisten und umfangreichsten Feindeslisten stammen jedoch nach Medienrecherchen von Neonazis.

### Verschärfte Gesetze
Auf Strafanzeigen und Medienanfragen zur Hetzseite „judas.watch“ erklärte das BKA 2019, das Sammeln und Veröffentlichen von „Informationen zu Personen“ sei für politisch motivierte Kriminalität üblich und gehe „in der Regel grundsätzlich nicht mit einer unmittelbaren bzw. konkreten Gefährdungslage für die Betroffenen einher.“ Betroffene widersprachen: Die Polizei dürfe nicht abwarten, bis gelistete Menschen zu Schaden kämen, sondern müsse solche Hetzseiten sperren lassen.
Im Februar 2020 plädierte BKA-Leiter Holger Münch dafür, das Veröffentlichen von Informationen über mutmaßliche politische Gegner auf Feindes- oder Todeslisten härter zu bestrafen und nicht nur als datenschutzrechtlichen Verstoß zu behandeln. Die Mobile Beratung gegen Rechtsextremismus Berlin (MBR) erinnerte daran, dass solche Listen nicht bloße Webseiten sind, sondern rechtsextreme, militante Neonazinetzwerke, die sich auf Anti-Antifa-Arbeit inklusive Fotografien von Gegnern spezialisieren und schon öfter zu Anschlägen auf sie führten. Dabei hätten sich die Gruppen der Betroffenen stetig erweitert: Früher seien oft Anwälte, Journalistinnen, Antifaschisten und Gewerkschafter angegriffen worden. Heute stünden zunehmend Personen aus der Kommunal- und Landespolitik und engagierte Flüchtlingshelfer auf solchen Listen. Die bloße Strafverschärfung sei der falsche Fokus. Die Behörden müssten von Amts wegen eine Auskunftssperre für die Betroffenen veranlassen, diese sofort und vollständig über die zu ihnen rechtswidrig gesammelten Daten informieren und sie sowie die unabhängigen zivilgesellschaftlichen Beratungsstellen bei der Analyse von Gefährdungssituationen einbeziehen. Feindeslisten seien oft Basis für Gewaltstraftaten. Betroffene sollten immer überlegen, wie Neonazis an ihre Daten gekommen sein können und wie sie online zugängliche private Informationen besser schützen könnten.
Im Juni 2020 beschloss die Bundesregierung, das Anlegen von Feindeslisten, „die bei anderen die Bereitschaft wecken sollen, Straftaten gegen die betroffenen Personen zu begehen“, unter Strafe zu stellen. Dabei will die SPD nur veröffentlichte, als Bedrohung wahrnehmbare Listen, die CDU dagegen schon das nichtöffentliche Anlegen solcher Listen strafbar machen.
Im Februar 2021 legte das Bundesjustizministerium einen Referentenentwurf für die geplante Änderung des Strafgesetzbuches vor, um den Schutz von durch Feindeslisten bedrohten Personen zu stärken. Das Gesetz vom 14. September 2021 (BGBl. I S. 4250) führt mit dem § 126a des Strafgesetzbuches das gefährdende Verbreiten personenbezogener Daten als Tatbestand ein.

### Information der Betroffenen
Deutsche Sicherheitsbehörden sind auch nach der Gesetzesänderung vom Juni 2021 nicht verpflichtet, auf Feindeslisten eingetragene Personen darüber zu informieren. Die Polizeibehörden der Bundesländer stufen die Gefährlichkeit der Listen verschieden ein und behandeln die Betroffenen demgemäß verschieden. Die NSU-Feindesliste wurde erst nach den NSU-Morden bekannt und galt im BKA daher als „Planungsgrundlage für Straftaten jeglicher Qualität bis hin zu terroristischen Straftaten“. Ob die rund 10.000 Betroffenen informiert wurden, ist nicht bekannt.
Oft erfahren Betroffene nur zufällig durch Drohanrufe, von Bekannten oder Medien von ihrem Eintrag in rechtsextremen Feindeslisten, etwa im Fall der Liste „#wirkriegeneuchalle“. Die Landeskriminalämter informierten die rund 24.500 Betroffenen der „Nordkreuz“-Liste zwei Jahre lang nicht. Nur das Landeskriminalamt Mecklenburg-Vorpommern klärte Betroffene dann per Brief auf, erklärte darin jedoch, man sehe keine Anhaltspunkte für deren konkrete Gefährdung. Dem widersprachen Experten, zum einen weil Polizisten und andere Behördenmitarbeiter am Erstellen der Nordkreuzliste beteiligt waren und immer wieder Fälle bekannt wurden, wo Polizisten Privatdaten an Rechtsextreme weitergegeben oder sogar selbst Drohungen verbreitet hatten; zum anderen, weil die weitere Verbreitung von einmal veröffentlichten Namen und Privatdaten praktisch unmöglich zu kontrollieren ist. Manche Menschen werden im Internet noch Jahre später mit Daten von solchen Listen öffentlich herabgewürdigt, bedroht und angegriffen.